# Khrebet Ulan-Tayga
Khrebet Ulan-Tayga är en bergskedja i Mongoliet, på gränsen till Ryssland. Den ligger i den nordvästra delen av landet, 700 km nordväst om huvudstaden Ulan Bator.